# Roasso Kumamoto
Roasso Kumamoto (em japonês, ロアッソ熊本) é um clube de futebol japonês sediado na cidade Kumamoto. Atualmente disputa a J2 League, correspondente à segunda divisão da liga japonesa de futebol.

## História
Fundado em 1969 como NTT Kumamoto SC por funcionários da Nippon Telegraph and Telephone, mudou de nome para NTT Kyushu Soccer Club em 1988 e, em 2000, passou a se chamar NTT Kumamoto Football Club. Com a divisão da NTT em 2001, trocou novamente sua denominação, agora para NTT West Kumamoto, e após a empresa retirar o apoio em 2002, mudou mais uma vez de nome, virando Alouette Kumamoto Football Club.
Em 2005, adotou o nome de Rosso Kumamoto e conquistou a promoção para a Japan Football League, até então a terceira divisão do futebol japonês. Em 2008, ganhou a denominação atual, pois Rosso já estava registrado por outra empresa.
Manda seus jogos no Egao Kenko Stadium (também conhecido como KKWing Stadium), com capacidade para receber 32.000 torcedores.

## Títulos
- Japan Football League / J3 League: 1 (2021)
- Kyushu Soccer League: 7 (1991, 1994, 1996, 1997, 1999, 2000, 2005)
- All Japan Senior Football Championship: 1998, 2005 (dividido com o New Nippon Steel Ōita)

## Desempenho
| Campeão | Vice-campeão | 3º lugar | Promovido | Rebaixado |

| Liga      | Liga | Liga  | Liga  | Liga | Liga | Liga   | Liga | Liga   | Liga | Liga | Liga | Liga | Liga            | Copa da Liga | Copa do Imperador  |
| Temporada | Div. | Nível | Times | Pos. | J    | V (GP) | E    | D (GP) | GM   | GS   | SG   | Pts. | Público / Média | Copa da Liga | Copa do Imperador  |
| --------- | ---- | ----- | ----- | ---- | ---- | ------ | ---- | ------ | ---- | ---- | ---- | ---- | --------------- | ------------ | ------------------ |
| 2003      | KYU  | 4     | 12    | 5º   | 22   | 11 (3) | -    | 6 (2)  | 47   | 35   | 12   | 41   | -               | Não elegível | 1ª fase            |
| 2004      | KYU  | 4     | 10    | 4º   | 18   | 10 (0) | -    | 7 (1)  | 63   | 38   | 25   | 31   | -               | Não elegível | 3ª fase            |
| 2005      | KYU  | 4     | 10    | 1º   | 18   | 15 (0) | -    | 1 (2)  | 45   | 11   | 34   | 47   | -               | Não elegível | 1ª fase            |
| 2006      | JFL  | 3     | 18    | 5º   | 34   | 20     | 6    | 8      | 64   | 39   | 25   | 66   | 3,765           | Não elegível | 3ª fase            |
| 2007      | JFL  | 3     | 18    | 2º   | 34   | 21     | 6    | 7      | 65   | 34   | 31   | 69   | 3,569           | Não elegível | 1ª fase            |
| 2008      | J2   | 2     | 15    | 12º  | 42   | 10     | 13   | 19     | 46   | 72   | -26  | 43   | 5,279           | Não elegível | 3ª fase            |
| 2009      | J2   | 2     | 18    | 14º  | 51   | 12     | 11   | 25     | 66   | 82   | -16  | 58   | 6,006           | Não elegível | 2ª fase            |
| 2010      | J2   | 2     | 19    | 7º   | 36   | 14     | 12   | 10     | 39   | 43   | -4   | 54   | 6,907           | Não elegível | 3ª fase            |
| 2011      | J2   | 2     | 20    | 11º  | 38   | 13     | 12   | 13     | 33   | 44   | -11  | 51   | 6,928           | Não elegível | 2ª fase            |
| 2012      | J2   | 2     | 22    | 14º  | 42   | 15     | 10   | 17     | 40   | 48   | -8   | 55   | 5,855           | Não elegível | 4ª fase            |
| 2013      | J2   | 2     | 22    | 19º  | 42   | 10     | 13   | 19     | 40   | 70   | -30  | 43   | 6,228           | Não elegível | 3ª fase            |
| 2014      | J2   | 2     | 22    | 13º  | 42   | 13     | 15   | 14     | 45   | 53   | -8   | 54   | 7,002           | Não elegível | 2ª fase            |
| 2015      | J2   | 2     | 22    | 13º  | 42   | 13     | 14   | 15     | 42   | 45   | -3   | 53   | 7,037           | Não elegível | 3ª fase            |
| 2016      | J2   | 2     | 22    | 16º  | 42   | 12     | 10   | 20     | 38   | 53   | -15  | 46   | 5,543           | Não elegível | 2ª fase            |
| 2017      | J2   | 2     | 22    | 21º  | 42   | 9      | 10   | 23     | 36   | 59   | -23  | 37   | 6,557           | Não elegível | 3ª fase            |
| 2018      | J2   | 2     | 22    | 21º  | 42   | 9      | 7    | 26     | 50   | 79   | -29  | 34   | 5,269           | Não elegível | 2ª fase            |
| 2019      | J3   | 3     | 18    | 5º   | 34   | 16     | 9    | 9      | 45   | 39   | 6    | 57   | 5,533           | Não elegível | 2ª fase            |
| 2020 †    | J3   | 3     | 18    | 8º   | 34   | 16     | 6    | 12     | 56   | 47   | 9    | 54   | 1,422           | Não elegível | Não se classificou |
| 2021 †    | J3   | 3     | 15    | 1º   | 28   | 15     | 9    | 4      | 39   | 20   | 19   | 54   | 3,342           | Não elegível | 2ª fase            |
| 2022      | J2   | 2     | 22    | TBA  | 42   |        |      |        |      |      |      |      |                 | Não elegível |                    |

Legenda

- Pos. = Posição na liga; J = Jogos disputados; V = Vitórias; E = Empates; D = Derrotas; GM = Gols marcados; GM = Gols sofridos; SG = Saldo de gols; Pts = Pontos ganhos
- V (GP) = Vitórias com gols de pênalti; D (GP) = Derrotas com gols de pênalti
- Público / Média = Número de torcedores e média de público
- † As temporadas de 2020 e 2021 tiveram público reduzido devido à pandemia de COVID-19.
- Fonte: J.League Data Site
- KYU = Kyushu Soccer League (liga regional)